# Bosjön, Hälsingland
Bosjön är en sjö i Bollnäs kommun i Hälsingland och ingår i Ljusnans huvudavrinningsområde. Sjön är 16 meter djup, har en yta på 0,286 kvadratkilometer och är belägen 134,2 meter över havet.

## Delavrinningsområde
Bosjön ingår i det delavrinningsområde (679717-153998) som SMHI kallar för Ovan VDRID = 744700-161501 i Ljusnans vattendrags*. Medelhöjden är 99 meter över havet och ytan är 28,82 kvadratkilometer. Räknas de 2008 avrinningsområdena uppströms in blir den ackumulerade arean 19 080,46 kvadratkilometer. Avrinningsområdets utflöde Ljusnan mynnar i havet. Avrinningsområdet består mestadels av skog (57 procent) och jordbruk (21 procent). Avrinningsområdet har 2,57 kvadratkilometer vattenytor vilket ger det en sjöprocent på 8,9 procent.